# Paradrymonia alba
Paradrymonia alba är en tvåhjärtbladig växtart som beskrevs av Wiehler. Paradrymonia alba ingår i släktet Paradrymonia och familjen Gesneriaceae. Inga underarter finns listade i Catalogue of Life.